# Municipio de Nora (condado de Clearwater)
El municipio de Nora (en inglés: Nora Township) es un municipio ubicado en el condado de Clearwater en el estado estadounidense de Minnesota. En el año 2010 tenía una población de 442 habitantes y una densidad poblacional de 4,74 personas por km².

## Geografía
El municipio de Nora se encuentra ubicado en las coordenadas 47°27′48″N 95°21′2″O / 47.46333, -95.35056. Según la Oficina del Censo de los Estados Unidos, el municipio tiene una superficie total de 93.31 km², de la cual 92,77 km² corresponden a tierra firme y (0,57 %) 0,53 km² es agua.

## Demografía
Según el censo de 2010, había 442 personas residiendo en el municipio de Nora. La densidad de población era de 4,74 hab./km². De los 442 habitantes, el municipio de Nora estaba compuesto por el 90,95 % blancos, el 2,94 % eran afroamericanos, el 1,13 % eran amerindios, el 0,23 % eran asiáticos, el 0,23 % eran de otras razas y el 4,52 % eran de una mezcla de razas. Del total de la población el 0,9 % eran hispanos o latinos de cualquier raza.